# Ticu, Cluj
Ticu (în maghiară Forgacskut, în germană Hochbrunn) este un sat în comuna Aghireșu din județul Cluj, Transilvania, România.

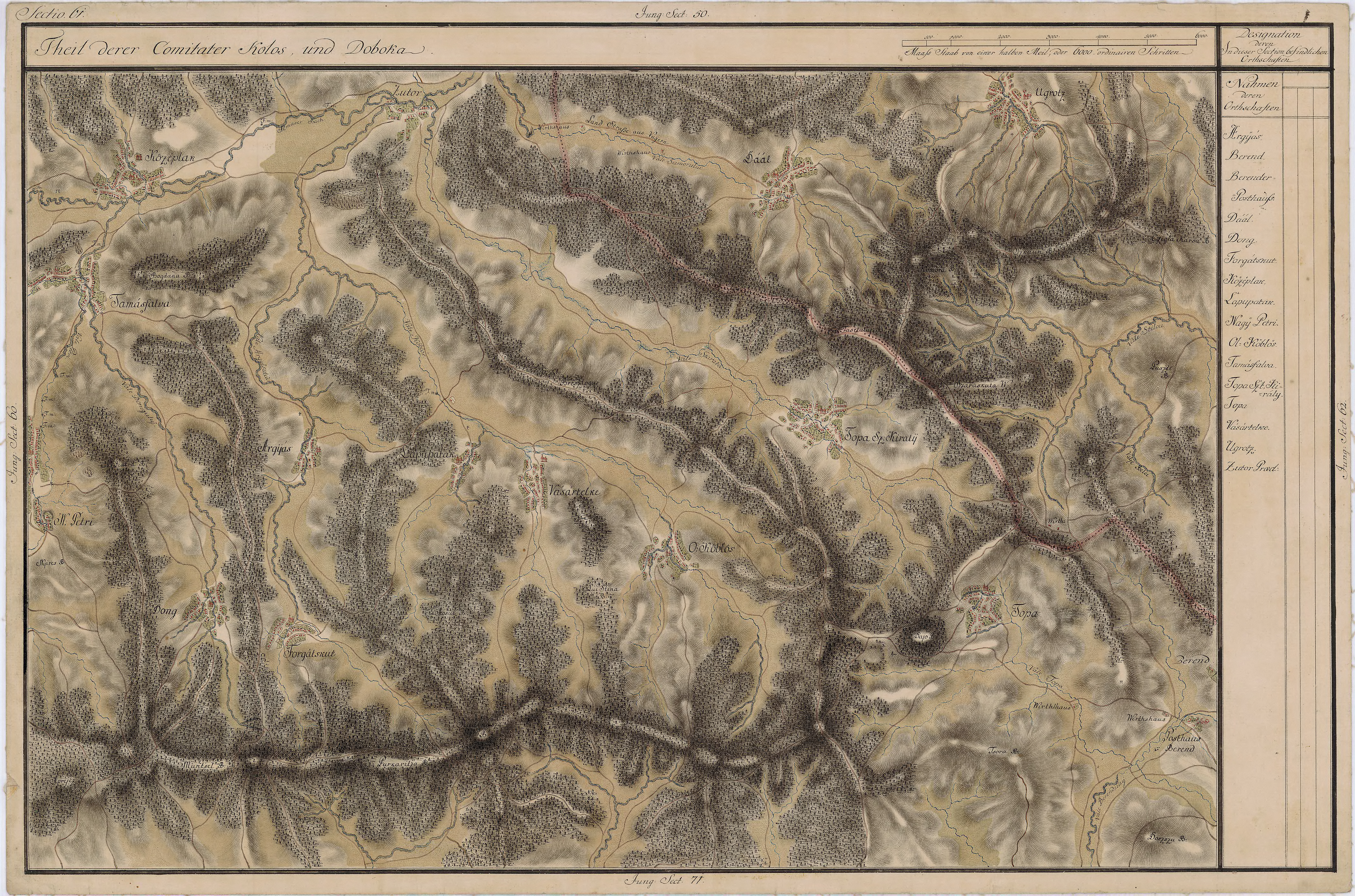
Ticu pe Harta Iosefină a Transilvaniei, 1769-1773

## Monumente istorice
- Biserica de lemn din Ticu

## Galerie de imagini

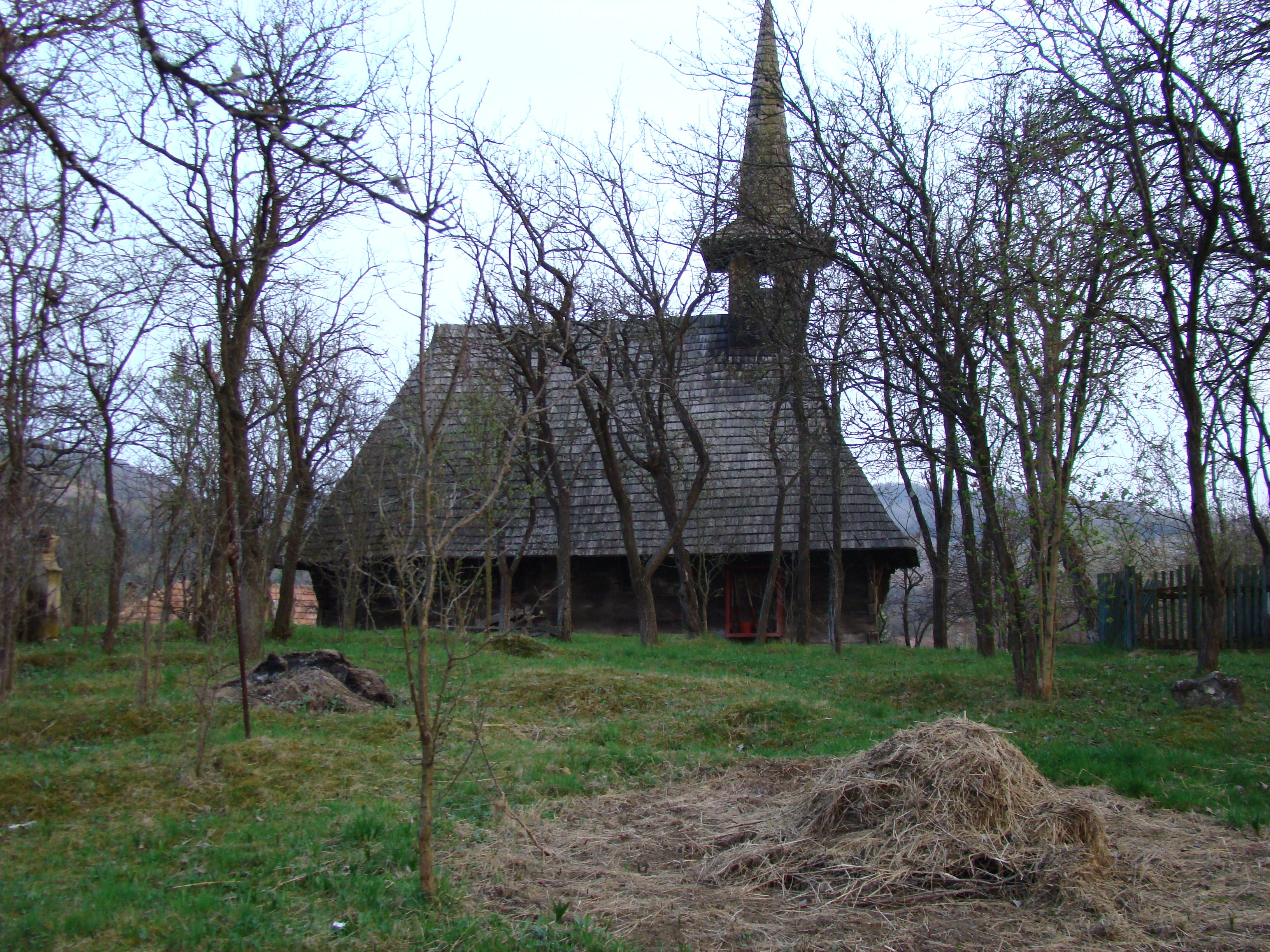
Biserica de lemn „Sfinții Apostoli Petru și Pavel”
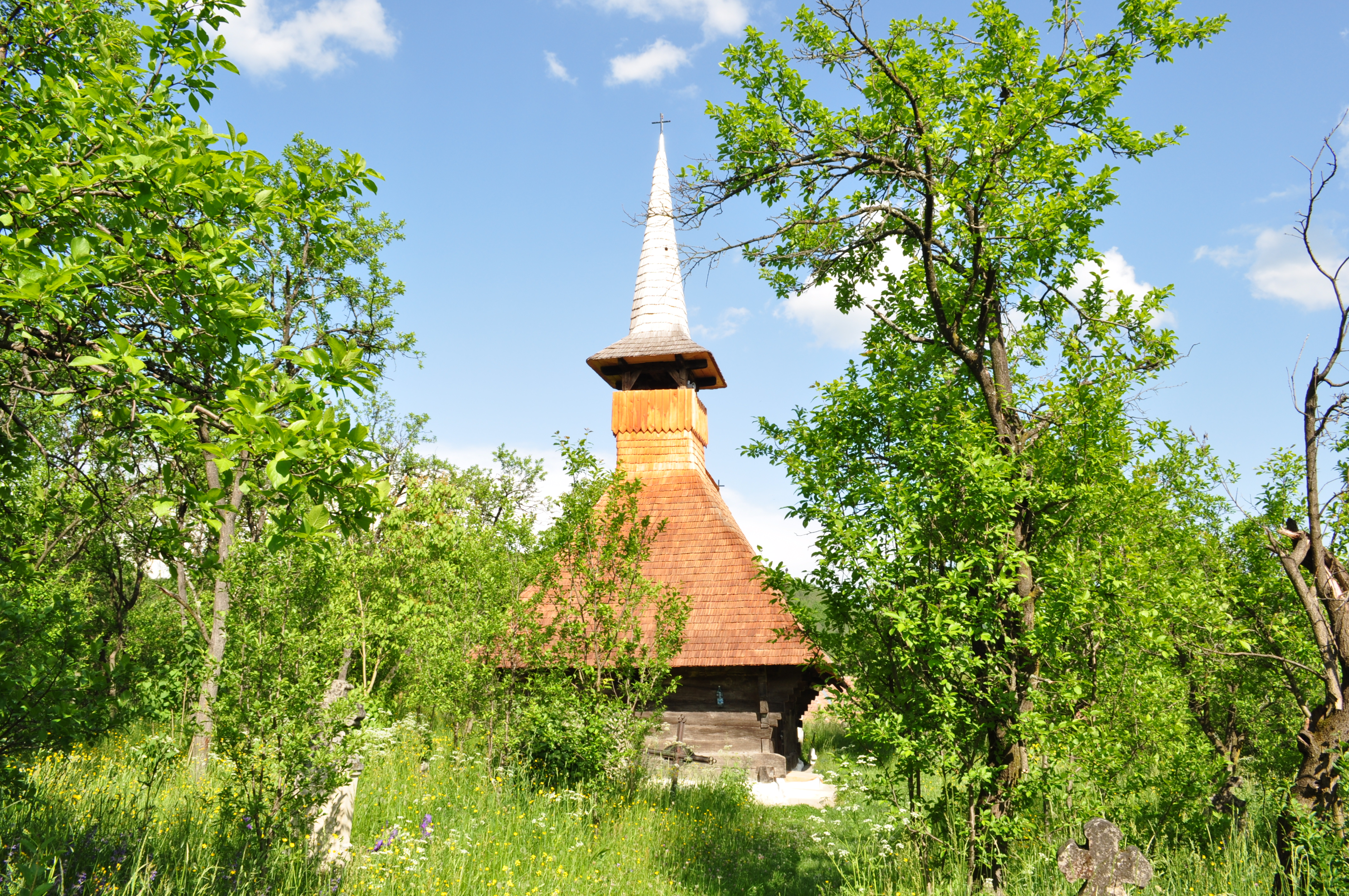
Biserica de lemn „Sfinții Apostoli Petru și Pavel”
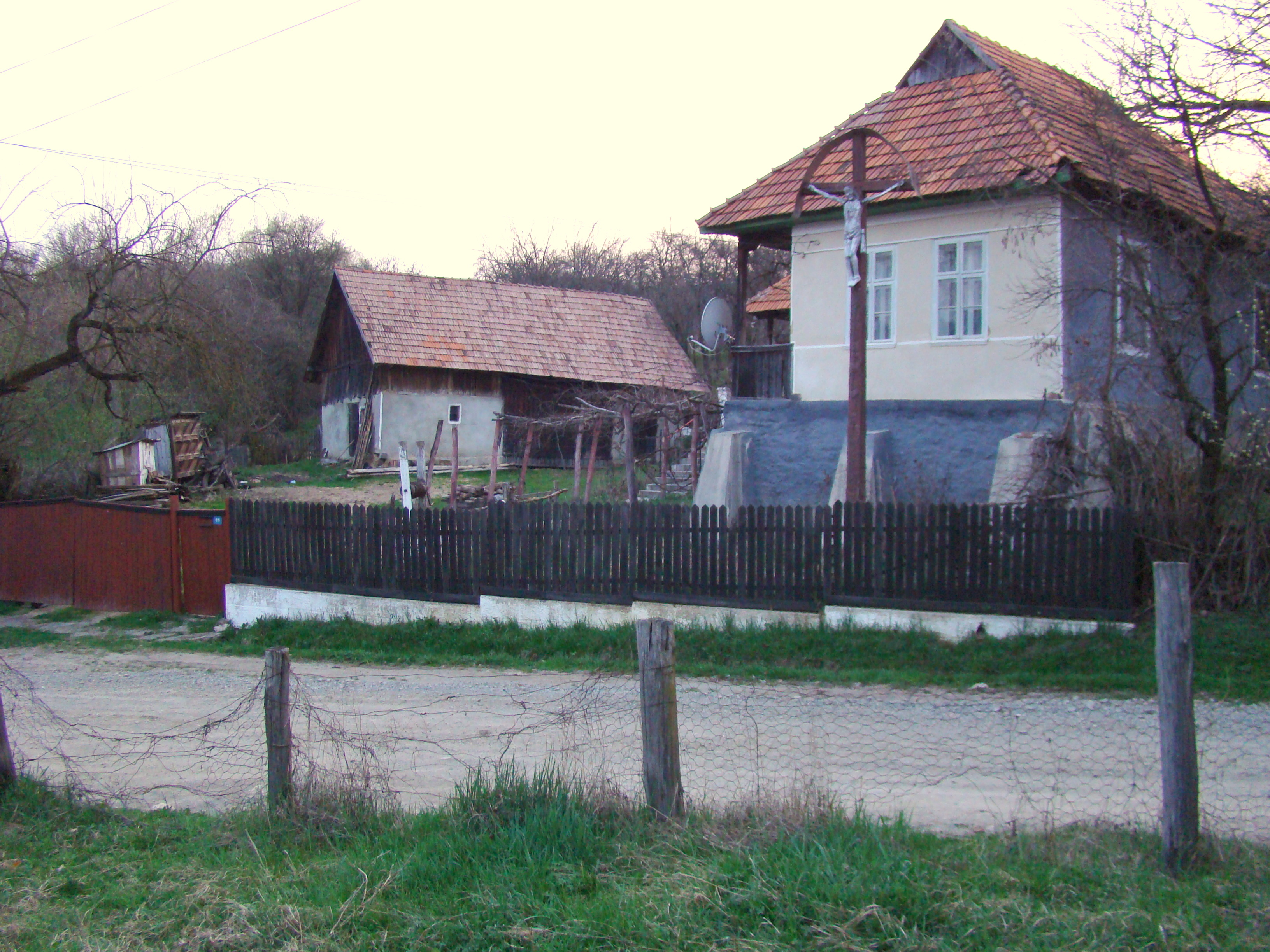
Imagine din Ticu